# صالح سليمان (سياسي)
صالح سليمان (بالعبرية: צאלח סלימאן‏) (الرينة، 1888 ـ 24 نوفمبر 1980) هو سياسي فلسطيني من عرب 48، كان عضوًا في الكنيست الإسرائيلي عن قائمة الزراعة والتطوير بين عامي 1955 و1959، وكان عضوًا بلجنة الشؤون الدولية به.